# Лялька Гошо

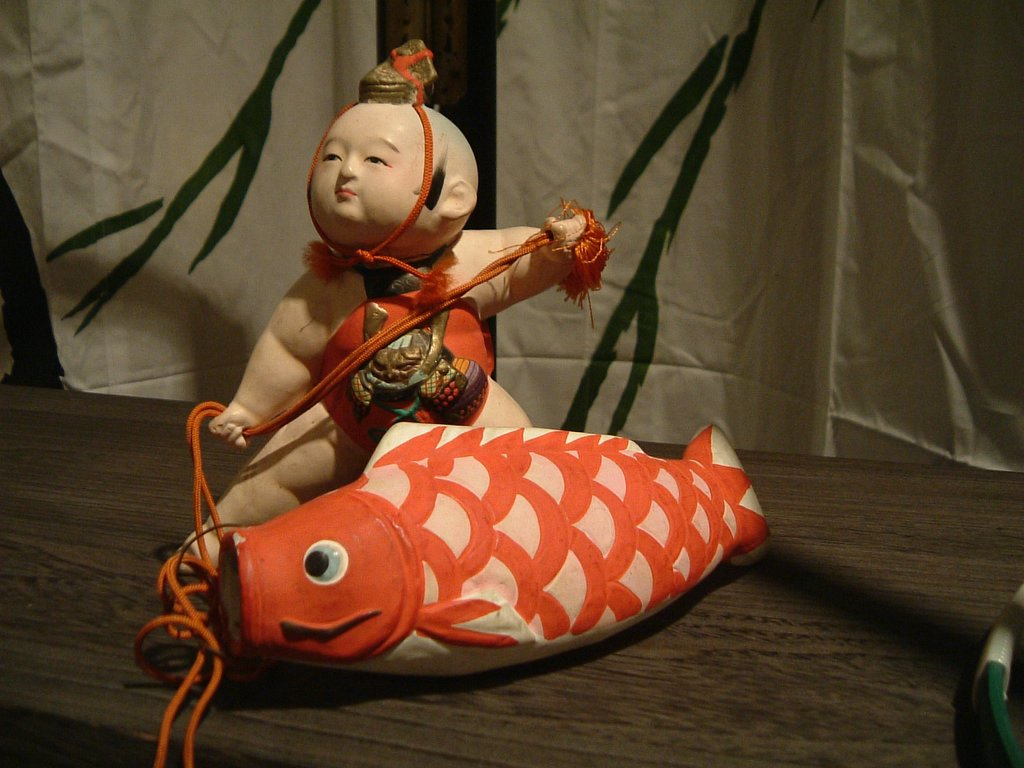
Гошо з коропом

Лялька Гошо (яп.御所人形 лялька, тому хто прийшов) -  керамічна японська лялька у вигляді немовляти або малої дитини. Гошо була заснована в Кіото (1716-1736рр) в період Едо. У Кіото в ті часи  діяли буддійські майстри, які створювали маски для театру Но. Саме тому Кіото стає основним місцем виробництва ляльок Гошо, дотримуючись традиції цих різьбярів по дереву. Її також називали «лялькою для поклоніння», оскільки вона була призначена для подарунку у імператорському палаці. Вважається, що назва «лялька Гошо» походить від того факту, що ця лялька вперше була подарована даймьо, який приїхав до  Кіото в період Едо щоб зробити подарунки імператорській родині. Пізніше такі ляльки дарувалися не тільки вельможам. Лялька Гошо — це поважна лялька, яка як декоративна лялька демонструвалася  в імперському  палаці на різних урочистостях, таких як церемонії, пологи та одруження .
В регіоні Кансаї Гошо називають «лялькою Ізукура», оскільки нею займався купець на ім’я Ізукурая,який мешкав в Осаці наприкінці періоду Едо. 
Спочатку ляльки вироблялися з глини, а пізніше вирізьблювались з дерева. Частіше використовували світлу павловнію. Коли почали масово  виробляти ляльок для продажу, робили їх з пасти (суміш тирси павловнії). Вироби покривалися пап’є-маше, а потім гофуном та просушувалися у печі. Потім фігурку ретельно полірували.  Існує три способи нанесення гофуна: шліфування, проміжне покриття та верхнє покриття. Раніше для цього використовувалася акулячу шкіру, але в останні роки використовується наждачний папір різної шорсткості. При багаторазовому нанесенні та поліруванні гофуну створюється м’який блиск, а також тепла біла шкіра, властива лялькам Гошо. Після цього вирізали такі деталі, як очі, рот, нігті кінцівок і пупок.  Потім малювали обличчя. При створенні Гошо існує етап, який називають «відкрити очі». Це коли малюють очі ляльки. Говорять, що в цей момент  в ляльку Гошо вливається життя. Останніми наносять  брови та рот.
Фігурки ляльок Гошо мали витонченість та елегантність, який відповідав японському стилю створення ляльок. Майстри виконували Гошо як невинне дитя, для цього треба було досконало виконати зовнішній вигляд  дитини з білою відполірованою шкірою, великою головою і пухким тілом, та створити відповідний вираз обличчя.  Витвором мистецтва були обличчя ляльок Гошо: декотрими мазками чорної фарби створювалися різні образи. В основному Гошо були або немовлятами  до 2 років, або дітьми до 6 років. Їх розмір варіюється від натуральної величини до сантиметра. Деякі моделі Гошо були голі, а деякі були одягнені у кімоно або фартух, мали головні убори.  Ляльки Гошо були різними відносно положення, Вони могли сидіти, стояти або повзати. Були моделі яки сиділи на візочку на коліщатах, який можна пресувати за мотузку.